# WBZ-TV
WBZ-TV는 메사추세츠 주 보스턴의 CBS 계열 지역방송사이다. 채널번호는 4번, UHF 디지털 채널로는 20번이다. WSBK-TV과는 동맹 관계이다.

## 연혁
1948년 6월 9일 개국하였다. 개국 당시에는 NBC 계열이었다. 4번은 웨스팅하우스의 제휴로 라디오와 함께 세워졌다.
1995년 11월 24일 웨스팅하우스와 CBS 인수 시, 해당 방송사 계열이 된다.

## 현재 방영중인 프로그램
현재 신디케이트로 닥터 필, 주디, 휠 오브 포춘 등이 있다.

## 슬로건
통상 시에는 Everything Boston(보스턴의 모든 것)이고, NFL 기간에는 패리어츠는 당신의 집이다.